# Guardiaregia
Guardiaregia är en ort och kommun i provinsen Campobasso i regionen Molise i Italien. Kommunen hade 768 invånare (2018).